# معهد أديسون للكهرباء
معهد أديسون للكهرباء جمعية لشركات الكهرباء في الولايات المتحدة، يقدم 220 مليون، ويعمل تحت مظلته 500.000 عامل  ، ويمتلك المعهد 70 شركة كهربائية عالمية و250 شركة على علاقة وشراكة معه لتنظيم صناعة وتوزيع الكهرباء حول العالم.
يعتبر المعهد كمرجع تنظيمي لعدد من مواضيع الكهرباء، منذ تأسيسيه 1933م.

## وصلات خارجية
- الموقع الرسمي
- Troops to Energy Jobs Energy industry employment for veterans
- The Electric Generation People who support electricity as a vehicle fuel

‌